# Catadysia
Catadysia é um género botânico pertencente à família Brassicaceae.